# Caterina de Gènova
Caterina Fieschi Adorno (Gènova, 1447-15 de setembre de 1510) fou una noble i mística cristiana italiana, també coneguda amb el nom de Santa Caterina de Gènova. És considerada santa de l'Església Catòlica, fou canonitzada el 1737 per Climent XII.
Nascuda a Gènova el 1447 en el si d'una família noble, filla de Jacopo Fieschi i Francesca di Negro. Els Fieschi eren una família de renom, dos dels seus membres havien estat papes, Innocenci IV i Adrià V, i el mateix Jacopo havia estat virrei de Nàpols. En l'hagiografia Caterina és descrita com una nena molt religiosa, practicant de penitències, a més de tranquil·la, senzilla i extremadament obedient. Quan tenia tretze anys volgué entrar en un convent, però les monges ho rebutjaren a causa de la joventut de Caterina. Des d'ençà aleshores deixà aquesta idea de banda, i als setze anys fou casada amb el noble Giuliano Adorno.
El matrimoni fou un desastre, el seu marit li era infidel, era violent i malbaratador. No hi ha gaires detalls al respecte, però sembla que els primers cinc anys de matrimoni, Caterina romangué en silenci submisa al seu marit, i els cinc següents buscà consol als seus problemes fora de casa. Aquestes distraccions innocents, més el cansament i la depressió per la seva situació, feren que volgués tornar al seu antic fervor religiós. Als deu anys de matrimoni se li atribueix un episodi místic a la seva vida, un dia de molta melangia fou aconsellada per confessar-se amb el confessor de les monges del convent, però quan es va agenollar al confessionari, un raig de llum divina traspassà la seva ànim i en un moment manifestà la seva pròpia pecaminositat i l'amor de Déu amb la mateixa claredat. Amb aquesta revelació arribà a perdre el coneixement i entrà en èxtasi. Després de recuperar-se, posposà la confessió i tornà a casa.
Durant vint-i-cinc anys es dedicà a confessar-se constantment, explicant els episodis de revelacions que tenia a voltes, que foren compilats en les seves Memòries. Finalment quedà vídua el 1497, i després es dedicà a tenir cura dels malalts del gran Hospital de Gènova, on fou gerent i tresorera. Als pobres els sorprenia que no només els proporcionés auxili, sinó també els assistís quan estaven malalts als hospitals. Caterina morí el 15 de setembre de 1510, segons es diu extenuada de la feina física i espiritual. Fou beatificada el 1675 per Climent X i canonitzada el 1737 per Climent XII després d'examinar els seus escrits, que contenien doctrina suficient per provar la seva santedat.
Escrigué en italià un Tractat sobre el purgatori i Diàleg entre l'ànima i el cos, i diverses obres de pietat i devoció.